# Sofia Isabel de Brandemburgo
Sofia Isabel de Brandemburgo (1 de Fevereiro de 1616, Halle – 16 de Março de 1650, Altemburgo) foi uma princesa de Brandemburgo por nascimento e duquesa de Saxe-Altemburgo por casamento.

## Vida
Sofia Isabel era a única filha do marquês Cristiano Guilherme de Brandemburgo (1587-1665) e da sua primeira esposa, a princesa Doroteia de Brunsvique-Volfembutel (1596-1643), filha do duque Henrique Júlio de Brunsvique-Luneburgo. A princesa nasceu no Castelo de Moritzburg em Halle, onde o seu pai residia por ser administrador do Arcebispado de Magdeburgo.
A 18 de Setembro de 1638, casou-se em Altemburgo com o duque Frederico Guilherme II (1603-1669). O casamento foi descrito como feliz, mas o casal nunca teve filhos. Foi Sofia quem financiou a construção da Igreja Friedhof em Altemburgo.
Sofia Isabel morreu a 16 de Março de 1650 e foi sepultada na cripta ducal da Igreja do Irmão em Altemburgo.

## Genealogia
| Sofia Isabel de Brandemburgo | Pai: Cristiano Guilherme de Brandemburgo | Avô paterno: Joaquim III Frederico, Eleitor de Brandemburgo | Bisavô paterno: João Jorge, Eleitor de Brandemburgo                                  |
| Sofia Isabel de Brandemburgo | Pai: Cristiano Guilherme de Brandemburgo | Avô paterno: Joaquim III Frederico, Eleitor de Brandemburgo | Bisavó paterna: Sofia de Legnica                                                     |
| Sofia Isabel de Brandemburgo | Pai: Cristiano Guilherme de Brandemburgo | Avó paterna: Catarina de Brandemburgo-Küstrin               | Bisavô paterno: João, Marquês de Brandemburgo-Küstrin                                |
| Sofia Isabel de Brandemburgo | Pai: Cristiano Guilherme de Brandemburgo | Avó paterna: Catarina de Brandemburgo-Küstrin               | Bisavó paterna: Catarina de Brunsvique-Volfembutel, Marquesa de Brandemburgo-Küstrin |
| Sofia Isabel de Brandemburgo | Mãe: Doroteia de Brunsvique-Volfembutel  | Avô materno: Henrique Júlio, Duque de Brunsvique-Luneburgo  | Bisavô materno: Júlio, Duque de Brunsvique-Volfembutel                               |
| Sofia Isabel de Brandemburgo | Mãe: Doroteia de Brunsvique-Volfembutel  | Avô materno: Henrique Júlio, Duque de Brunsvique-Luneburgo  | Bisavó materna: Hedvig de Brandemburgo                                               |
| Sofia Isabel de Brandemburgo | Mãe: Doroteia de Brunsvique-Volfembutel  | Avó materna: Isabel da Dinamarca                            | Bisavô materno: Frederico II da Dinamarca                                            |
| Sofia Isabel de Brandemburgo | Mãe: Doroteia de Brunsvique-Volfembutel  | Avó materna: Isabel da Dinamarca                            | Bisavó materna: Sofia de Mecklemburgo-Güstrow                                        |